# Éjszaka a Földön
Az Éjszaka a Földön egy 1991-ben bemutatott, vígjátéki elemekben is bővelkedő filmdráma, melynek írója és rendezője is Jim Jarmusch volt. A film öt, egymástól tulajdonképpen független jelenetsorból áll, melyeket az köt össze, hogy ugyanazon az éjszakán játszódnak az északi félteke öt nagyvárosában, illetve hogy mindegyikben egy-egy taxisofőr, illetve egy vagy több utasa szerepel; a cselekmény minden jelenetsorban a taxis és az utas(ok) interakciójából bontakozik ki. Jarmusch mindössze nyolc nap alatt írta meg a forgatókönyvet, a helyszínül szolgáló városokat pedig nagyrészt az alapján választotta ki, hogy mely ország mely színészeivel akart dolgozni.
Az eredeti, szinkronizálatlan film jelenetei a helyszínül szolgáló városok – Los Angeles, New York, Párizs, Róma és Helsinki – hivatalos nyelvein hangoznak el, tehát csak az első két jelenetsorban hallhat a néző angol szót, a további jelenetsorok franciául, olaszul és finnül hallhatóak.
A film zenéjét Tom Waits szerezte.

## Cselekmény

### Első jelenetsor,Los Angeles
Ahogy leszáll az este, Corky (Winona Ryder), egy fiúsan viselkedő és öltözködő, taxisként dolgozó fiatal lány a repülőtéren felvesz a kocsijába egy középkorú hölgyet, Victoria Snellinget (Gena Rowlands), akiről gyorsan kiderül, hogy valami vezető beosztást tölt be a hollywoodi filmiparban. A közös út első részében az asszony üzleti ügyeket intéz a telefonján, de idővel érdeklődni kezd a taxit vezető fiatal lány iránt is, és – dacára a köztük húzódó komoly társadalmi és egyéb különbségeknek, hamarosan egy jól körvonalazható kapcsolat alakul ki köztük. Egy ponton Victoria felveti, hogy a taxizás nem éppen egy nagy karrier, Corky erre azzal válaszol, hogy ő maga is többről álmodik, valójában autószerelő szeretne lenni. Időközben kiderül, hogy Victoria filmes szereplőválogatással foglalkozik, és e minőségében rájön, hogy Corky ideális megformálója lehetne az egyik szerepnek abban a filmben, amelyhez éppen szereplőket keres. Amikor azonban ezt szóba hozza Corky előtt, a lány elutasítja az ajánlatot, arra hivatkozva, hogy ő autószerelő akar lenni.
A taxi ebben a jelenetsorban egy 1985-ös Chevrolet Caprice Classic Wagon.

### Második jelenetsor,New York
Helmut (Armin Mueller-Stahl) kelet-német bevándorlóként él Amerikában; otthonában hivatásos bohócként kereste a kenyerét, új hazájában taxisofőrként próbál megélni. A New York-i éjszakában felvesz a kocsijába egy nagydumás színesbőrű fiatal férfit, akiről később megtudjuk, hogy YoYo (Giancarlo Esposito) a neve és Brooklynba igyekszik. Igen hamar felismeri, hogy a taxisnak gondot okoz a járműve automata váltójának kezelése, alapjaiban sincs tisztában New York földrajzával, sőt még az angol nyelvismerete is elég gyenge, ezért követeli, hogy cseréljenek helyet, amire Helmut – kevéske vonakodás után – rá is áll. Amint megtudják egymás nevét, mindketten jót mulatnak a másikén – hiszen a Helmut angolul hasonlóan hangzik a sisakot jelentő helmet szóhoz, a jojó pedig közismert egy gyerekjáték neve –, illetve Helmut rácsodálkozik arra, hogy mindketten egyforma sapkát viselnek, de YoYo tiltakozik, hogy az övé másmilyen. Útban Brooklyn felé, YoYo az egyik utcán meglátja sógornőjét, Angelát (Rosie Perez), aki szemmel láthatóan siet valahová a nem túl jó környéken. Gyorsan megáll a taxival, kiugrik a kocsiból és némi dulakodás árán betuszkolja a hátsó ülésre a – dühében megszakítás nélkül káromkodó – fiatal nőt, azzal a céllal, hogy havavigye. Helmutot, akinek már az elmúlt percek is új színt hoztak az életébe – bizonyára először szembesült utasként a nagyváros különböző részeinek látképeivel –, láthatóan jól szórakoztatja a zajos szópárbaj, amelynek szem- és fültanúja lett. Miután Angela, majd Yoyo is kiszáll a kocsiból, Helmut megpróbál visszatérni Manhattanbe, miközben azt motyogja: "New York … New York."
A taxi ebben a jelenetben egy 1983-as Ford LTD Crown Victoria.

### Harmadik jelenetsor:Párizs
Az éjszaka kellős közepén egy mogorva, színesbőrű taxisofőr (Isaach De Bankolé) felvesz a kocsijába két széles kedvű afrikai diplomatát; utóbbiakról hamar kiderül, hogy azért annyira vidámak, mert egy fogadásról tartanak hazafelé, ahol jó alaposan bepezsgőztek. A két részeg férfi kiváló mókát talál abban, hogy cukkolják a szófukar sofőrt, és találgassák, hogy melyik afrikai országba valósi, amikor pedig az közli velük, hogy Elefántcsontpartról származik, önfeledt viháncolásban törnek ki, többször is arra utalva, hogy az „elefántcsontparti” jelentésű francia szó, „ivoirien” szinte ugyanúgy hangzik, mintha azt mondanák: „ő nem lát semmit” („il voit rien”). A sofőr ezen a ponton besokall és kiutasítja a két afrikait a kocsiból – utólag döbben rá, hogy indulataitól elragadtatva még a viteldíjat is elfelejtette elkérni tőlük. Pár sarokkal arrébb viszont új utasra talál: egy vonzó kinézetű, ám vak lány (Béatrice Dalle) inti le. A taxist még fűtik az indulatai, ezért gondol egyet, és faggatni kezdi utasát – akiről nyilvánvaló, hogy nem láthatja a bőrszínét –, hogy szerinte ő honnan származik. A lánynak rögtön az első tippje betalál – szinte gondolkodás nélkül találja el a sofőr származási országát –, ezen felül viszont figyelmen kívül hagyja a férfi kapcsolatteremtési, kommunikációs kísérleteit, miközben ő maga szexuálisan végig eléggé kihívóan viselkedik. A taxis ennek megfelelően erősen a lány hatása alá kerül: miután kiteszi a kocsijából, valahol a Szajna partján, még darabig megbűvölten bámul utána, amikor pedig báván elindul, szinte azonnal karambolozik egy másik autóval. Az utolsó jelenetben még halljuk, ahogy a vétlen sofőr indulatosan kiabálva vaknak titulálja a taxisofőrt, s a vitát a közelből kedélyes arckifejezéssel, hovatovább önelégült mosollyal hallgatja végig a rakparton ballagó vak lány.
Ebben a jelenetsorban a taxi egy 1980-as gyártmányú Peugeot 504 volt.

### Negyedik jelenetsor:Róma
Már kora hajnali órákban járunk, amikor egy, szinte be nem álló szájú, önmagát is remekül elszórakoztató római taxis (Roberto Benigni) a város egyik terén felvesz a kocsijába egy idősebb kanonokot (Paolo Bonacelli). [A sofőr később többször is püspöknek nevezi utasát, de ez talán inkább csak a tiszteletadás túlzása.] Amint rádöbben, hogy ezúttal nem egy átlagos embert fuvaroz, hanem egy papi méltóságot, úgy dönt, hogy meggyónja neki a bűneit, habár az utasa kezdetben tesz némi tétova kísérletet arra, hogy lebeszélje erről. Ez azonban nem sikerül, így az öreg pap kénytelen végighallgatni, hogyan vallja meg a taxis a testiséggel való ismerkedésének korai élményeit, melyek során előbb egy tökkel, majd egy báránnyal közösülve szerezte meg első szexuális tapasztalatait, utóbb pedig még a sógornőjével, bátyja feleségével is bűnös viszonyba gabalyodott. Az egyébként is rossz egészségi állapotú papot olyannyira felzaklatják ezek a kéretlen és váratlan információk, hogy még az utazás közben szívrohamot kap és meghal. Amikor pedig a sofőr felismeri a helyzetet, illetve azt, hogy nem tud segíteni néhai utasán, nemes egyszerűséggel kiülteti egy köztéri padra, hogy majd ott csak-csak megtalálja valaki, ha már kivilágosodik; utána pedig sietve elhajt.
A római jelenetsor taxija egy 1976-ban gyártott Fiat 128.

### Ötödik jelenetsor:Helsinki
Egy durván szétivott éjszaka után három munkás (Kari Väänänen, Sakari Kuosmanen és Tomi Salmela) együtt ül taxiba, hogy hazainduljanak. Egyiküket épp az előző nap rúgták ki az addigi munkahelyéről, őt ezért a társainál is jobban megviselte a közös ivászat. A két kevésbé részeg utas eleinte zajosan taglalja harmadik társuk megpróbáltatásait, de hamarosan beléjük szorul a szó, amikor a sofőr, Mika (Matti Pellonpää) kezdi elmesélni az élettörténetét, s arról gyorsan kiderül, hogy szomorúbb bármelyikük sorsánál. A fájdalmas sztoritól (illetve az ital hatása alatt) egészen elérzékenyülnek, de egyúttal társukról is elfeledkeznek, s amikor kiszállnak a taxiból, csak kettesben imbolyognak hazafelé. Amikor a sofőr észreveszi, hogy a harmadik fickó még mögötte ül, és őt is kitessékeli az autóból a havas járdára, a város felett már virrad.
A taxi itt egy 1973-as gyártású Volvo 144.

## Szereposztás
| Los Angeles - Corky, taxis – Winona Ryder - Victoria Snelling – Gena Rowlands New York - Helmut Grokenberger, gyámoltalan taxis – Armin Mueller-Stahl - YoYo – Giancarlo Esposito - Angela – Rosie Perez | Párizs - taxis – Isaach De Bankolé - vak lány – Béatrice Dalle - afrikai diplomaták – Emile Abossolo M'Bo és Pascal N'Zonzi Róma - Gino, taxis – Roberto Benigni - kanonok – Paolo Bonacelli | Helsinki - Mika, taxis – Matti Pellonpää - utasok – Kari Väänänen, Sakari Kuosmanen, Tomi Salmela |

## Filmzene
- Back in the Good Old World - Written by Tom Waits and Kathleen Brennan - Arranged by Tom Waits and Francis Thumm
- Good Old World - Written by Tom Waits and Kathleen Brennan - rearranged by Tom Waits and Francis Thumm
- Cycle-Delic - Performed by Davie Allan and The Arrows (as Davie Allan & The Arrows)- Written by Davie Allan
- Summertime Blues - Performed by Blue Cheer - Written by Eddie Cochran and Jerry Capehart[3]

## További információ
- Bernd Wahlbrinck. Jim Jarmusch's Night on Earth: The New York Episode. Germany: Tumbleweed (2011). ISBN 978-3-00-035771-8

## Fordítás
- Ez a szócikk részben vagy egészben  a   Night on Earth című angol Wikipédia-szócikk fordításán alapul.  Az eredeti cikk szerkesztőit annak laptörténete sorolja fel. Ez a jelzés csupán a megfogalmazás eredetét és a szerzői jogokat jelzi, nem szolgál a cikkben szereplő információk forrásmegjelöléseként.